# Mary Wroth
Mary Wroth (ur. ok. 1587, zm. 1651 lub 1653) – angielska poetka. 

## Życiorys
Mary Wroth była córką Roberta Sidneya, późniejszego Earla Leicester i Barbary Gamage, kuzynki Waltera Ralegha. Jej ojciec był młodszym bratem rodzeństwa poetów, Philipa Sidneya i Mary Sidney, po mężu Herbert. Poetka spędziła dzieciństwo w domu Mary Sidney, hrabiny Montgomery. W 1604 roku poślubiła bogatego posiadacza ziemskiego Roberta Wrotha, który jednak okazał się utracjuszem, pijakiem i kobieciarzem. Kiedy zmarł, pozostawił żonie przede wszystkim długi w wysokości dwudziestu trzech tysięcy funtów. Korzyścią dla niej były tylko dworskie powiązania męża. Mary Wroth poznała osobiście Bena Jonsona, który najwyraźniej był nią oczarowany, skoro dedykował jej Alchemika, jedną ze swoich najlepszych sztuk. Była kochanką swojego kuzyna Williama Herberta, trzeciego Earla Pembroke, któremu urodziła dwoje dzieci, chłopca i dziewczynkę.

## Twórczość
W 1621 roku Mary Wroth wydała romans prozą zatytułowany The Countess of Montgomery's Urania. Utwór ten jest uzupełniony cyklem sonetów. Wywołał on skandal, ponieważ wiele osób rozpoznało siebie wśród bohaterów utworu, których było trzystu. To stało się powodem ataków na autorkę. W późniejszym okresie napisała The Second Part of the Countesse of Montgomery's Urania.